# Zapole (rejon kowelski)
Zapole (ukr. Запі́лля) – wieś na Ukrainie w rejonie kowelskim, w obwodzie wołyńskim. W II Rzeczypospolitej miejscowość wchodziła w skład gminy wiejskiej Luboml w powiecie lubomelskim województwa wołyńskiego. Do II wojny światowej w pobliżu wsi znajdowały się takie przysiółki jak Hałycze, Kozaczek, Mieżyłysia, Osobniaki, Pasieka, Pindziuchy i Soroki oraz osiedle wojskowe.
Pierwsze wzmianki o miejscowości pochodzą z 1546 roku. Zapolie było wsią starostwa lubomelskiego w 1570 roku. We wsi znajduje się cerkiew św. Mikołaja, zbudowana w latach 2000–2006, na miejscu starej świątyni z 1763 roku, zniszczonej w 1944 roku.
W okresie II Rzeczypospolitej w Zapolu zamieszkali osadnicy wojskowi, w tym płk Michał Remizowski.
18 marca 1944 roku doszło do pacyfikacji wsi przez oddziały AK pod dowództwem kpt. Michała Fijałki „Sokoła” w związku z poszerzaniem bazy dla działania 27. Wołyńskiej Dywizji Piechoty AK. Polskie źródła wspominają jedynie o potyczce z oddziałem UPA, przez którą doszło do zapalenia się wsi i ucieczki ukraińskiej ludności do lasu. Z kolei według Iwana Olchowskiego, polscy partyzanci uderzyli na wieś po opuszczeniu jej przez oddziały UPA, które udały się w pościg za sowiecką partyzantką, i dokonały masakry blisko stu cywilów (w tym kobiet, dzieci i starców). Napastnikom próbowała stawić opór jedynie słaba samoobrona, zabijając dwóch z nich, a jednego raniąc. Doszło też do spalenia zabytkowej cerkwi św. Mikołaja z 1763 roku.
Do 2020 w rejonie lubomelskim.